# Epirhyssa similis
Epirhyssa similis là một loài tò vò trong họ Ichneumonidae.